# موسسه باستان‌شناسی یوسی‌ال
مؤسسه باستان‌شناسی یو سی ال (به انگلیسی: UCL Institute of Archaeology) یک دپارتمان علمی از دانشکده علوم اجتماعی و تاریخ کالج دانشگاهی لندن (UCL) است که در سال ۱۹۸۶ به این دانشگاه پیوست، در حالی که پیش از آن بخشی از دانشگاه لندن بود. این مؤسسه در حال حاضر یکی از بزرگ‌ترین مراکز مطالعه باستان‌شناسی، میراث فرهنگی و مطالعات موزه‌ها در جهان است و بیش از ۱۰۰ عضو هیئت‌علمی و ۶۰۰ دانشجو دارد. ساختمان این مؤسسه که مربوط به دهه ۱۹۵۰ است، در شمال میدان گوردون در منطقه بلومزبری واقع در مرکز لندن قرار دارد.

## امکانات، مجموعه‌ها و کتابخانه

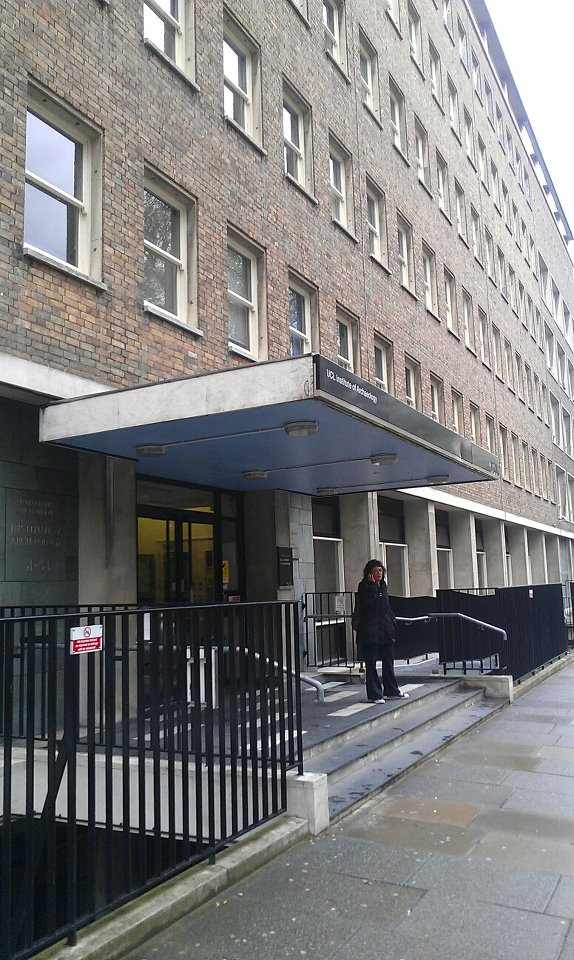
ورودی IoA.

## تصاویر

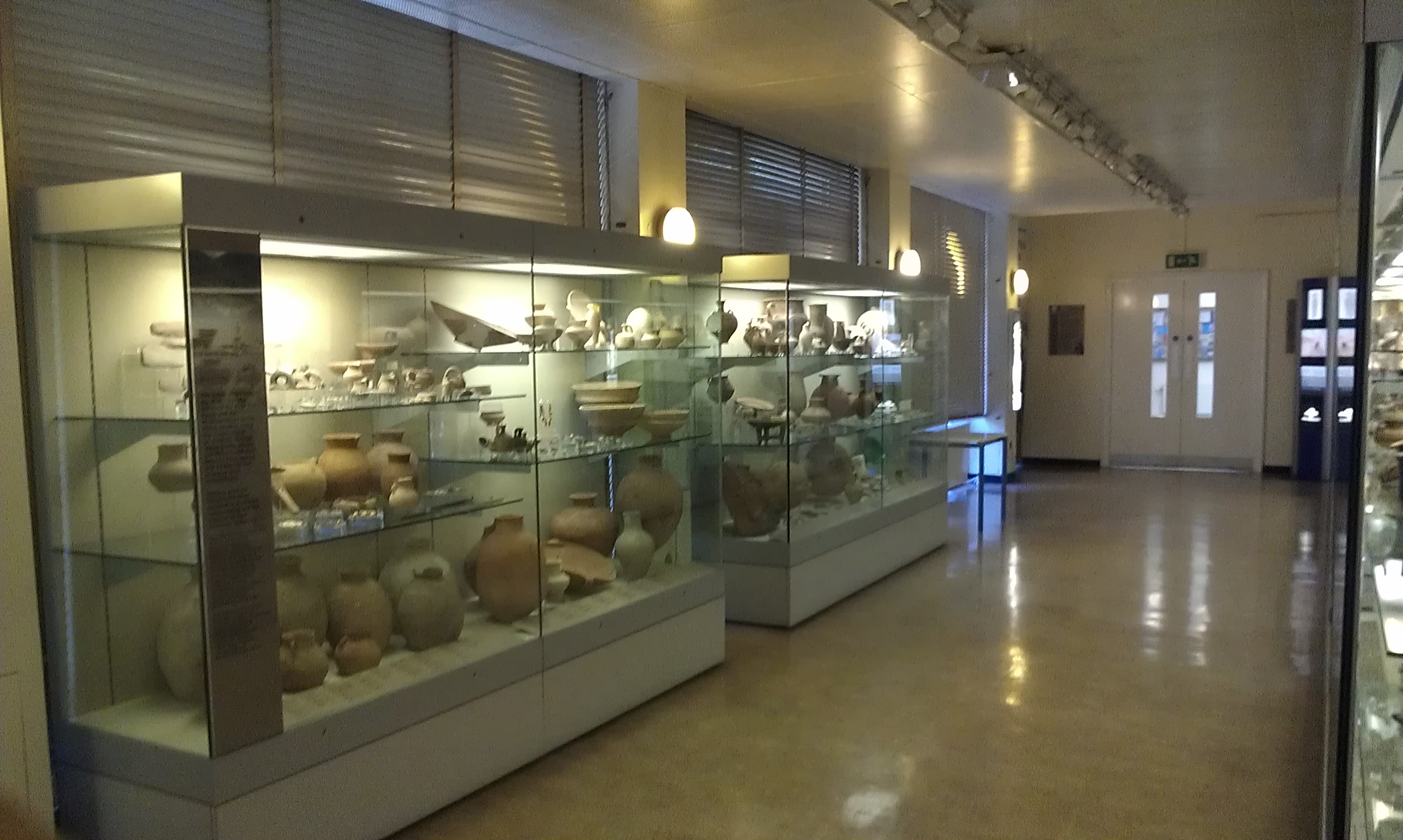
گالری لونتیس
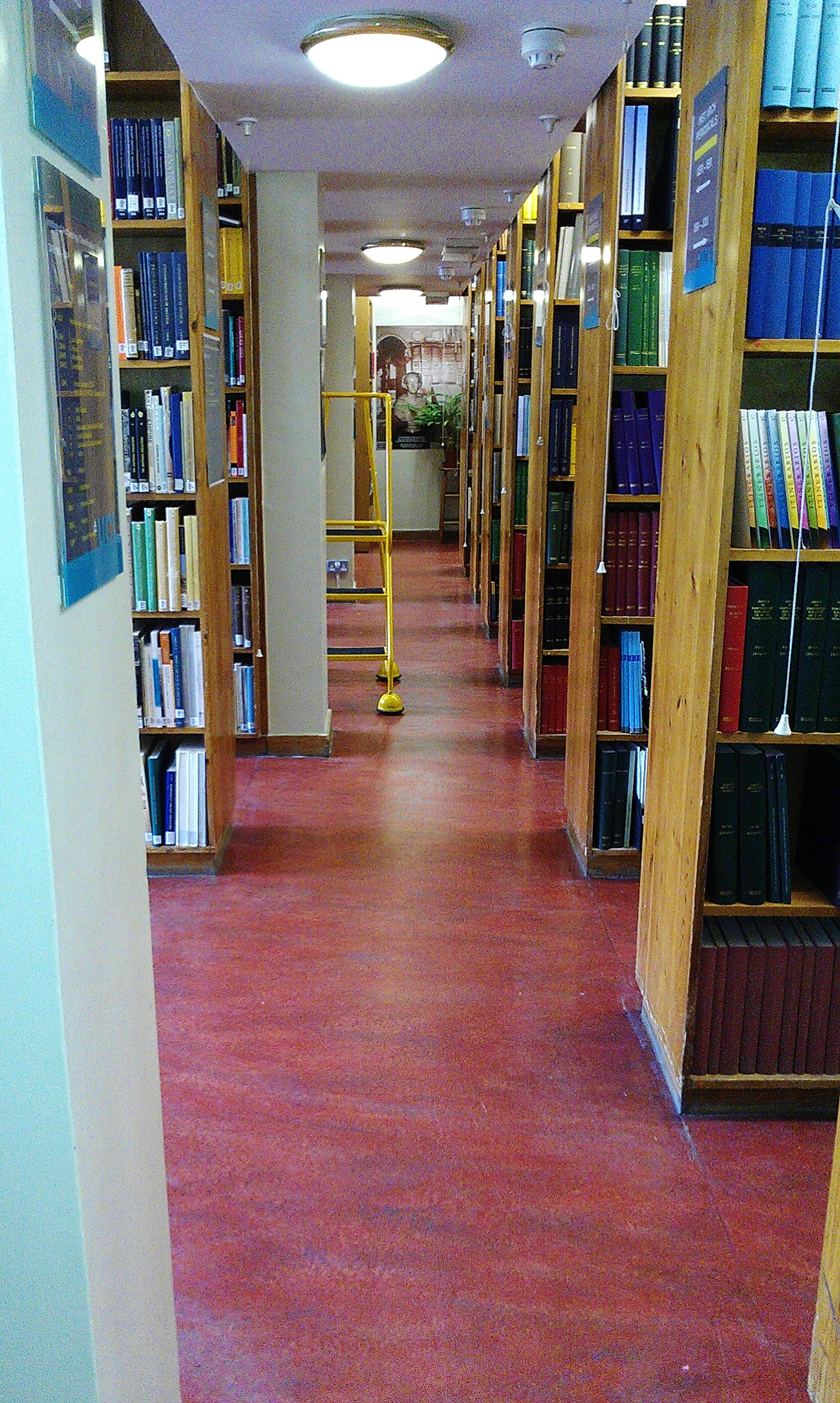
کتابخانه